# St. Julian’s
St. Julian’s (malt. San Ġiljan) – jedna z jednostek administracyjnych na Malcie, zamieszkana przez ok. 14 000 osób. 

## Geografia
St. Julian’s leży nad czterema zatokami: Balluta Bay, St. George's Bay, St. Julian's Bay i Spinola Bay

## Historia
St. Julian’s było pierwotnie niewielką osadą rybacką. Od lat 30. XX w. następował jednak zwiększony napływ ludności, co przyczyniło się do zmiany charakteru St. Julian’s. Obecnie miejscowość ma typowo miejski charakter ze zwartą zabudową. Wciąż znajduje się tu jednak niewielka przystań, a zatoka Spinola Bay znana jest jako miejsce licznie cumujących tu łodzi rybackich. 

## Zabytki i atrakcje turystyczne
Do ważniejszych zabytków i atrakcji turystycznych należą m.in.:
- Dragonara Palace, pałac zbudowany w 1870 roku, jako letnia rezydencja rodziny Scicluna. Został przekształcony w kasyno o nazwie Dragonara Casino
- Spinola Palace,  pałac zbudowany w XVII wieku przez Fra Paolo Rafela Spinolę
- Balluta Buildings, luksusowy budynek mieszkalny w stylu secesyjnym z 1928 roku
- Kościół Niepokalanego Poczęcia Najświętszej Maryi Panny z 1687 roku
- Wieża św. Jerzego, mała wieża strażnicza zbudowana w 1638 roku
- Portomaso Business Tower, najwyższy budynek na Malcie o wysokości ok. 100 metrów

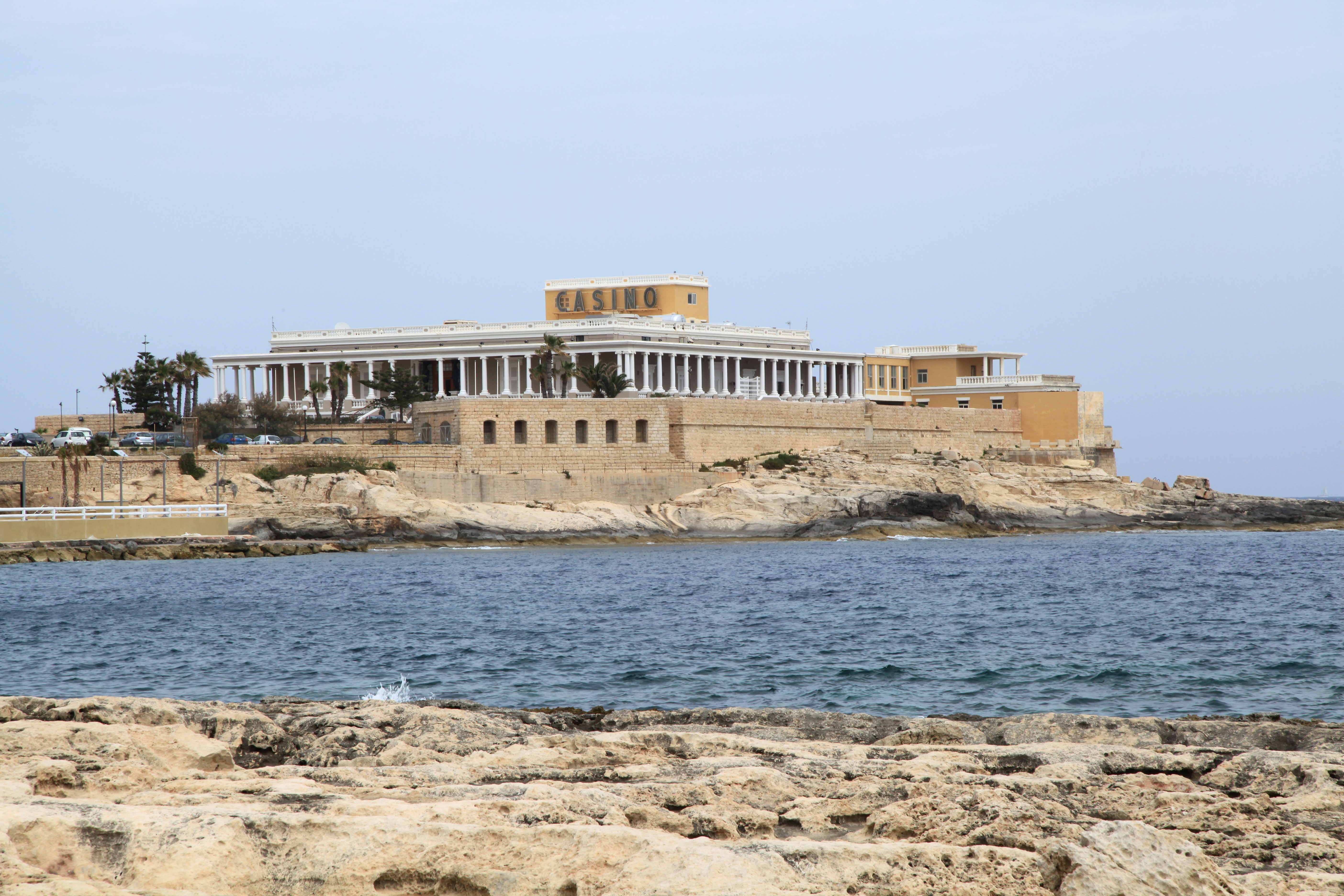
Dragonara Palace
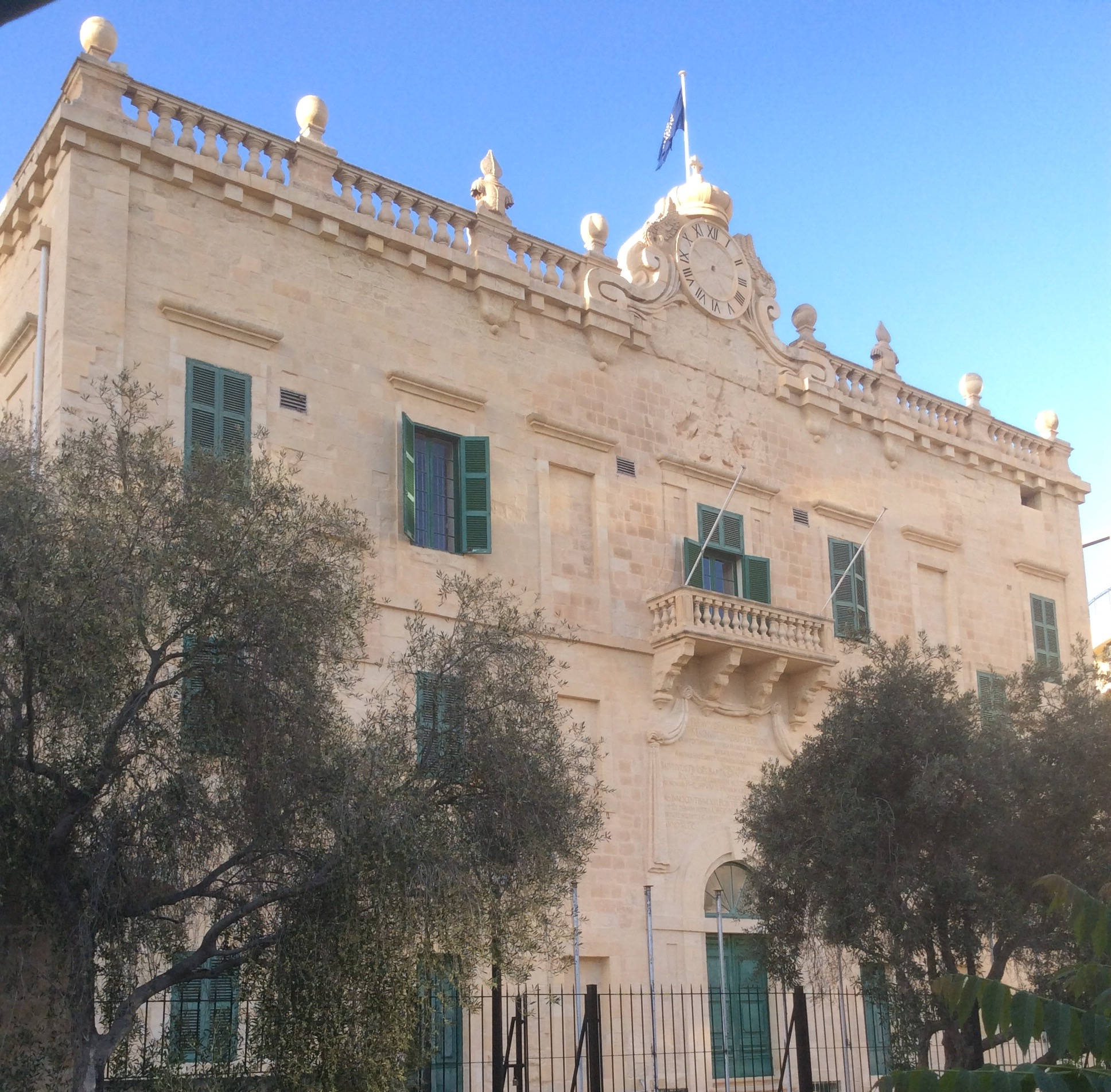
Spinola Palace
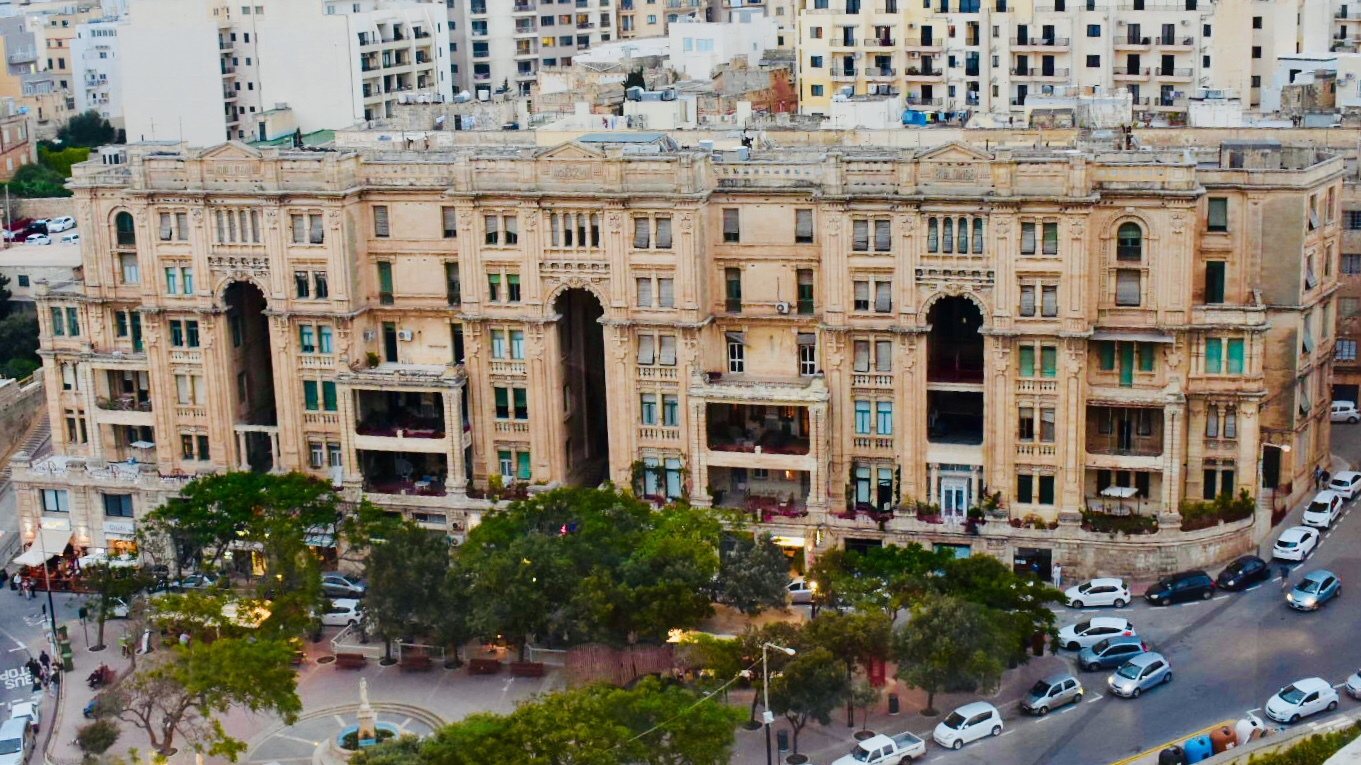
Balluta Buildings
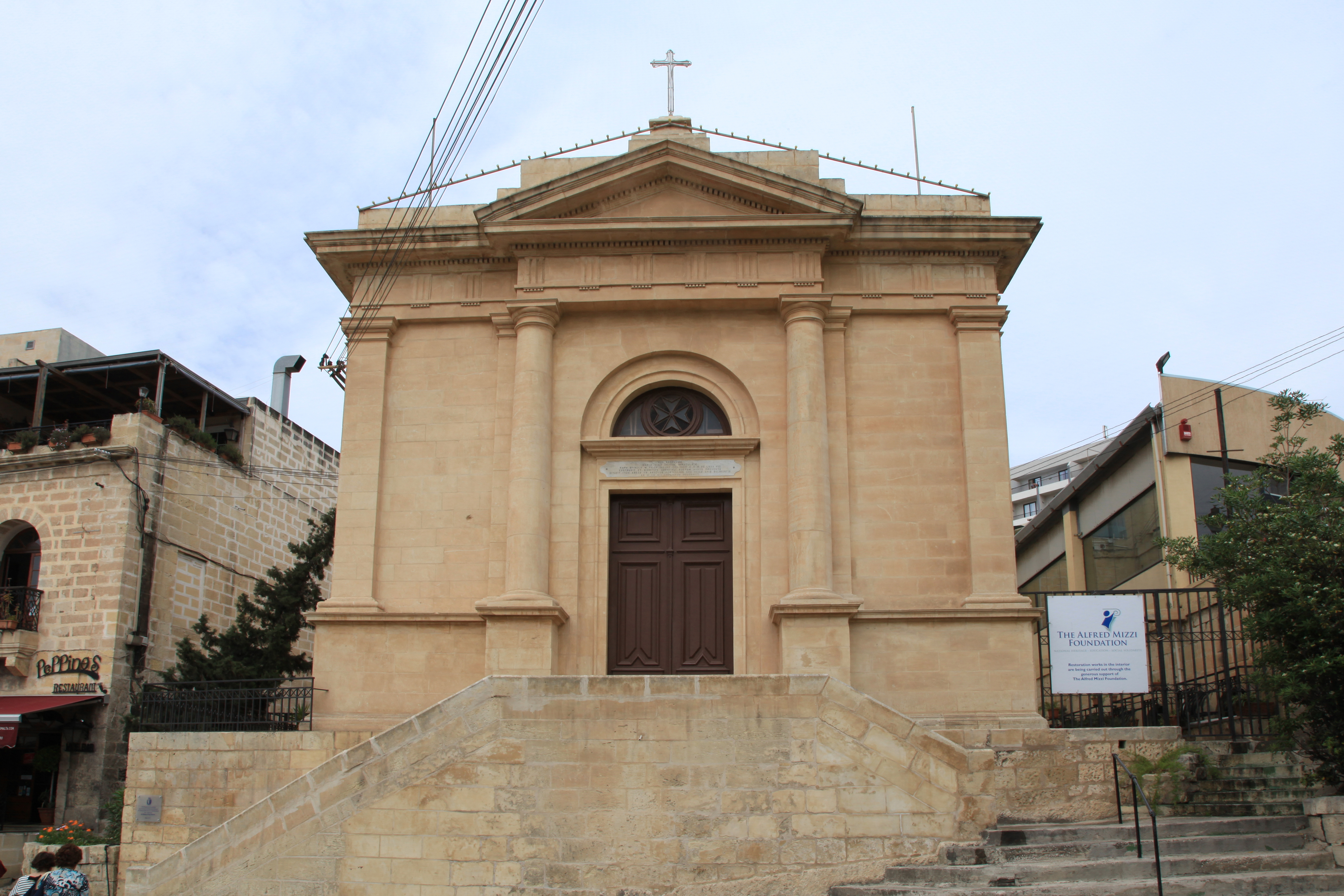
Kościółek Niepokalanego Poczęcia Najświętszej Maryi Panny
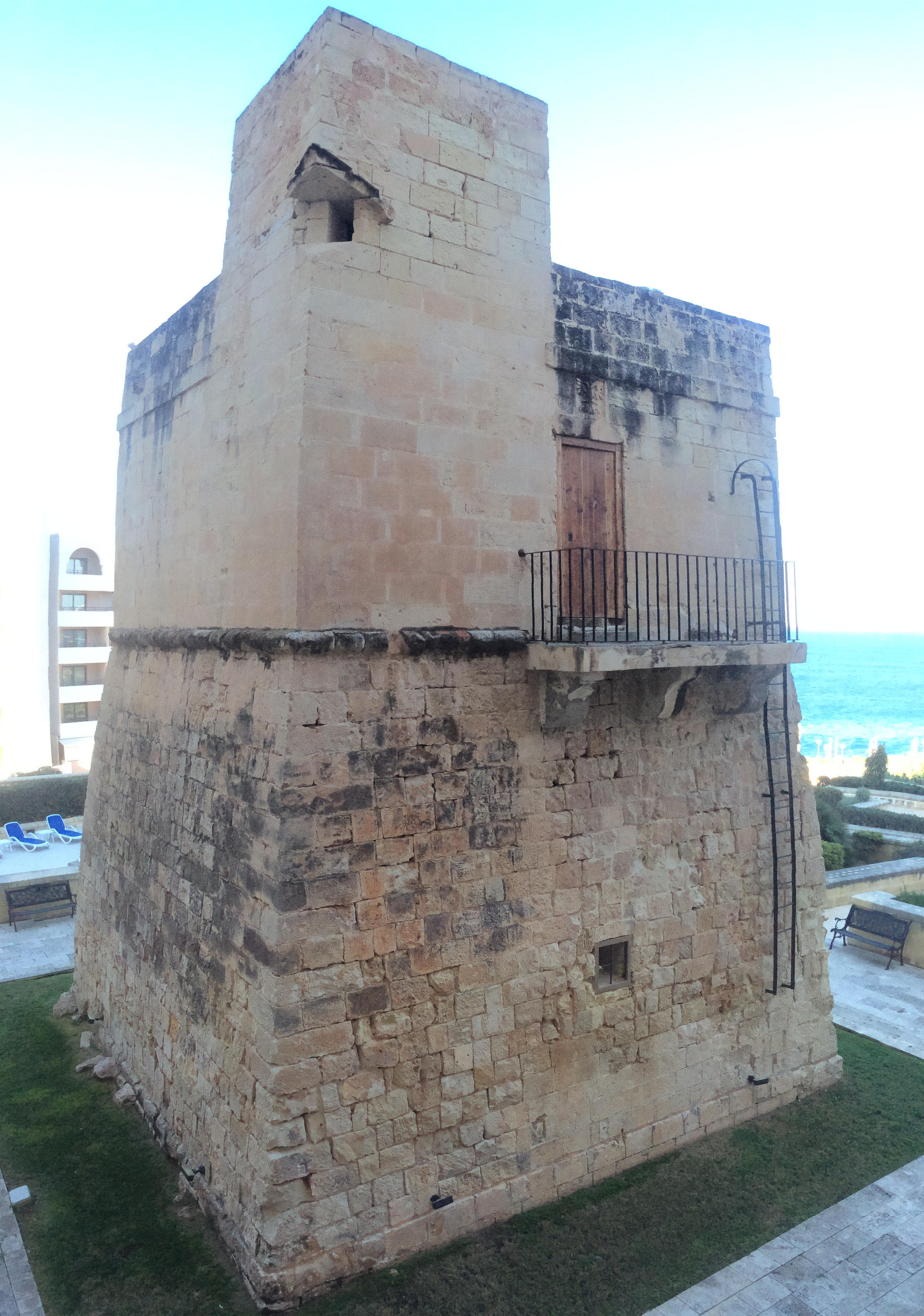
Wieża św. Jerzego
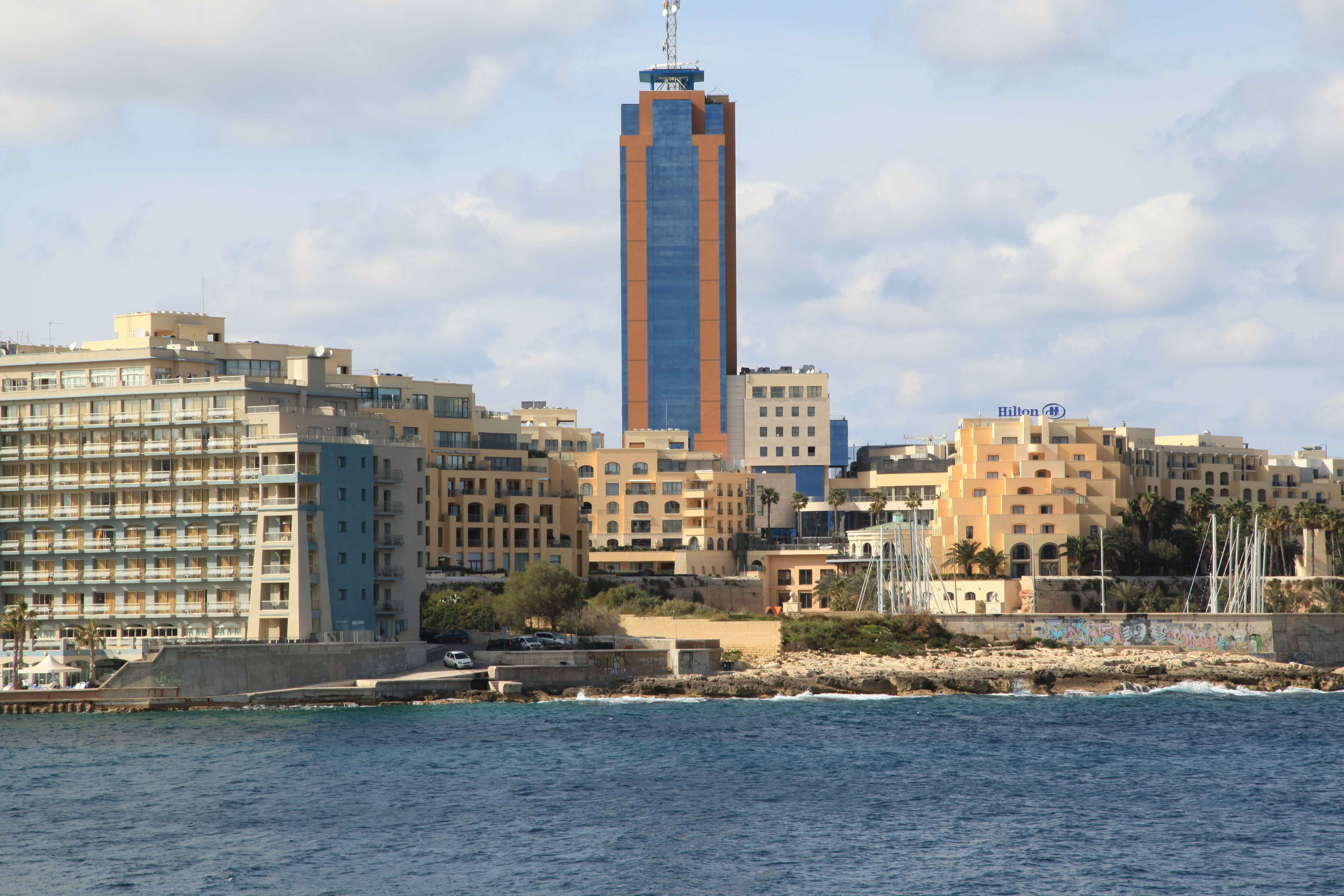
Portomaso Business Tower
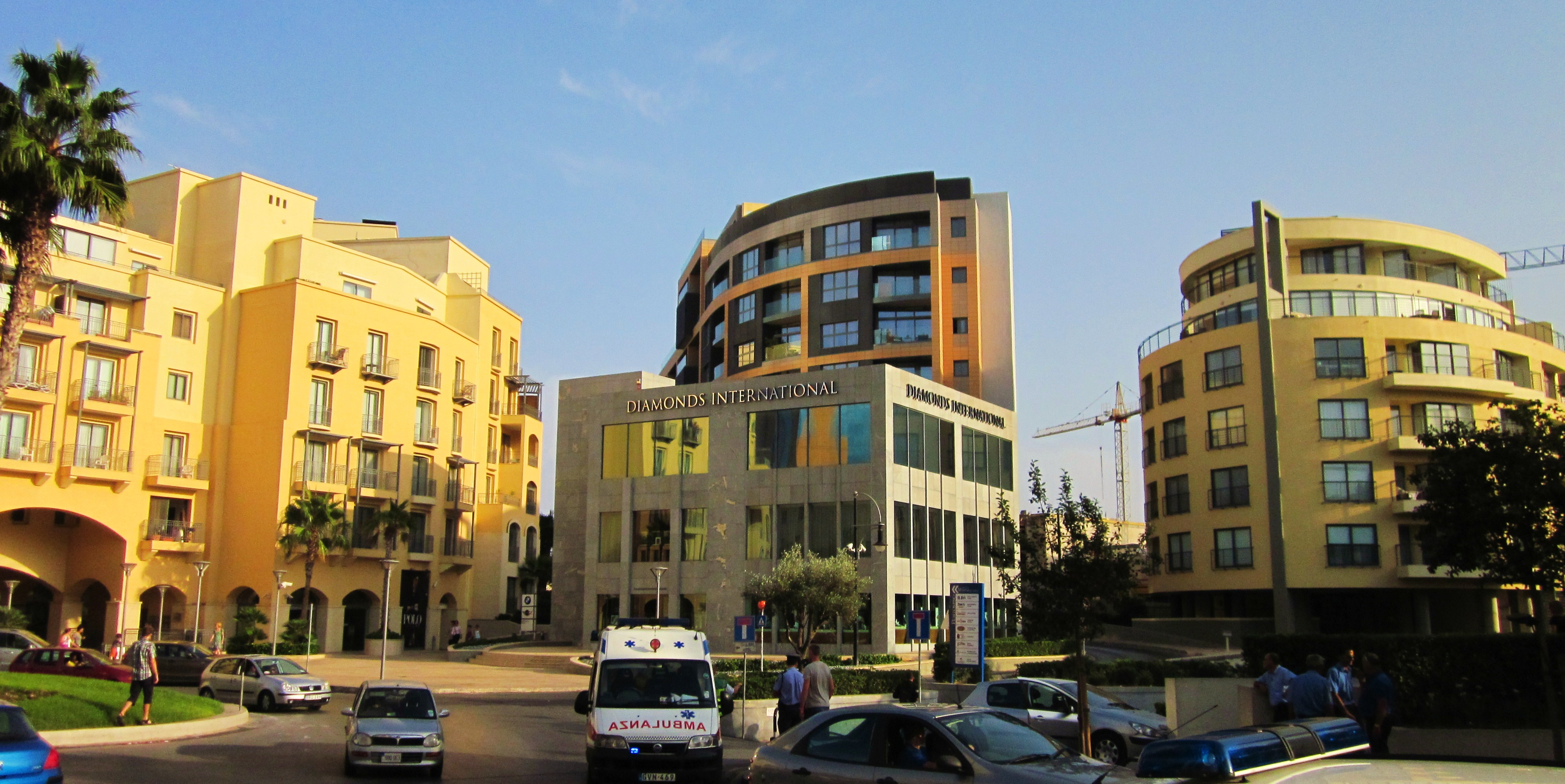
Budynki w centrum

Najsłynniejszą dzielnicą St. Julian’s jest Paceville, znana z wielu barów, dyskotek i restauracji, dzięki czemu jest to główny ośrodek życia nocnego wyspy. 

## Sport
W miejscowości funkcjonuje klub piłkarski Melita FC. Powstał w 1933 roku. Obecnie gra w Maltese National Amateur League, trzeciej w hierarchii ligowej. Klub zdobył Puchar Malty w 1939 roku oraz był finalistą w 1940. W 1939 roku zdobył również wicemistrzostwo Malty.
Funkcjonują tutaj również kluby piłki wodnej (waterpolo): Neptunes WPSC (założony w 1929 roku) oraz San Giljan A.S.C. (założony w 1949 roku).